# Нормандия — Неман

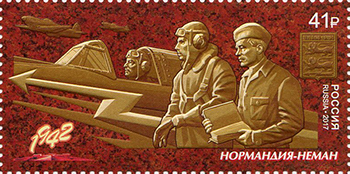
Почтовая марка России 2017 года из серии «Путь к Победе», посвящённая авиационному полку «Нормандия — Неман»

Норма́ндия — Не́ман (фр. Normandie-Niémen) — французский истребительный авиационный полк (1 ИАП «Нормандия — Неман»), воевавший во время Второй мировой войны против войск стран оси на советско-германском фронте в 1943—1945 годах.

## История
В 1942 году генерал де Голль, считая важным, чтобы французские солдаты служили на всех фронтах войны, решил направить войска на советско-германский фронт. 16 февраля 1942 г., он отправляет для этого миссию в составе генерала Эрнеста Пети и посла Роже Гарро. Генерал де Голль планирует сначала отправить механизированную дивизию подразделение генерала Эдгар де Лармината, но столкнувшись с препятствиями английской оппозиции, добавляющей трудности к этому проекту, соглашается с мнением генерала Валина, командующего ВВС Свободной Франции, послать в Советский Союз авиационное подразделение.
В марте 1942 года французский национальный освободительный комитет «Сражающаяся Франция» обратился к властям Советского Союза с предложением направить в СССР группу лётчиков и авиационных механиков для участия в боевых действиях против Германии. 12 ноября 1942 года СНК СССР утвердил постановление № 1806-850сс «О соглашении между командованием ВВС Красной Армии и Военным командованием сражающейся Франции об участии французских частей ВВС в операциях в Советском Союзе». 25 ноября 1942 года было подписано советско-французское соглашение о формировании на территории СССР французской авиационной эскадрильи. Эскадрилья была сформирована 1 сентября 1942 года в городе Рияк (Ливан). По предложениям личного состава новой войсковой части было присвоено наименование «Нормандия», в честь французской провинции.
После длительных переговоров группа покинула аэродром Рияк 12 ноября 1942 года и 28 ноября прибыла на авиабазу Иваново, через Ирак и Иран. В Иваново группа прошла обучение управлению своим первым самолётом - Як-1.

### Личный состав

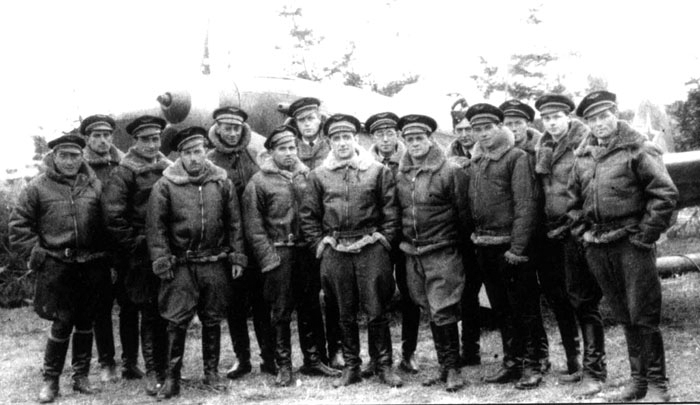
Личный состав авиаполка «Нормандия — Неман»

Личный состав эскадрильи состоял из 72 французских добровольцев (14 лётчиков и 58 авиамехаников) и 17 советских авиамехаников. Первые 14 пилотов истребителей прибыли из частей ВВС Великобритании и истребительной группы «Иль-де-Франс», дислоцированных в Англии (т. н. «англичане»), а также из истребительной группы «Эльзас», обосновавшейся на севере Африки (т. н. «ливийцы»).
«Англичане»: гардемарин Жозеф Риссо, гардемарин Ив Маэ, лейтенант Дидье Беген, гардемарин Марсель Альбер, гардемарин Марсель Лефевр, гардемарин Альбер Дюран, гардемарин Марсель Ив Бизьен и гардемарин Ролан де ла Пуап.
«Ливийцы»: гардемарин Ноэль Кастелен, лейтенант Раймон Дервиль, лейтенант Андре Познански, лейтенант Альбер Прециози, капитан Альбер Литтольф и командир Жан Тюлан.
Эскадрилья была укомплектована истребителями Як-1, позднее Як-3 и Як-9. 22 марта 1943 года после освоения личным составом боевой техники эскадрилья была направлена на Западный фронт, где была включена в состав сначала 204-й бомбардировочной авиадивизии, а с апреля — 18 гвардейского истребительного полка 303-й истребительной авиадивизии 1-й воздушной армии.
5 апреля 1943 года эскадрилья приступила к боевым действиям. Эскадрилья взяла герб провинции Нормандия как основу своей эмблемы — щит красного цвета с двумя золотистыми леопардами и белой зигзагообразной стрелой внизу эмблемы. Впоследствии эскадрилья была пополнена и 5 июля 1943 года преобразована в полк «Нормандия», в состав которого входили уже четыре эскадрильи, носившие названия четырёх главных нормандских городов: «Руан», «Кан», «Гавр» и «Шербур».

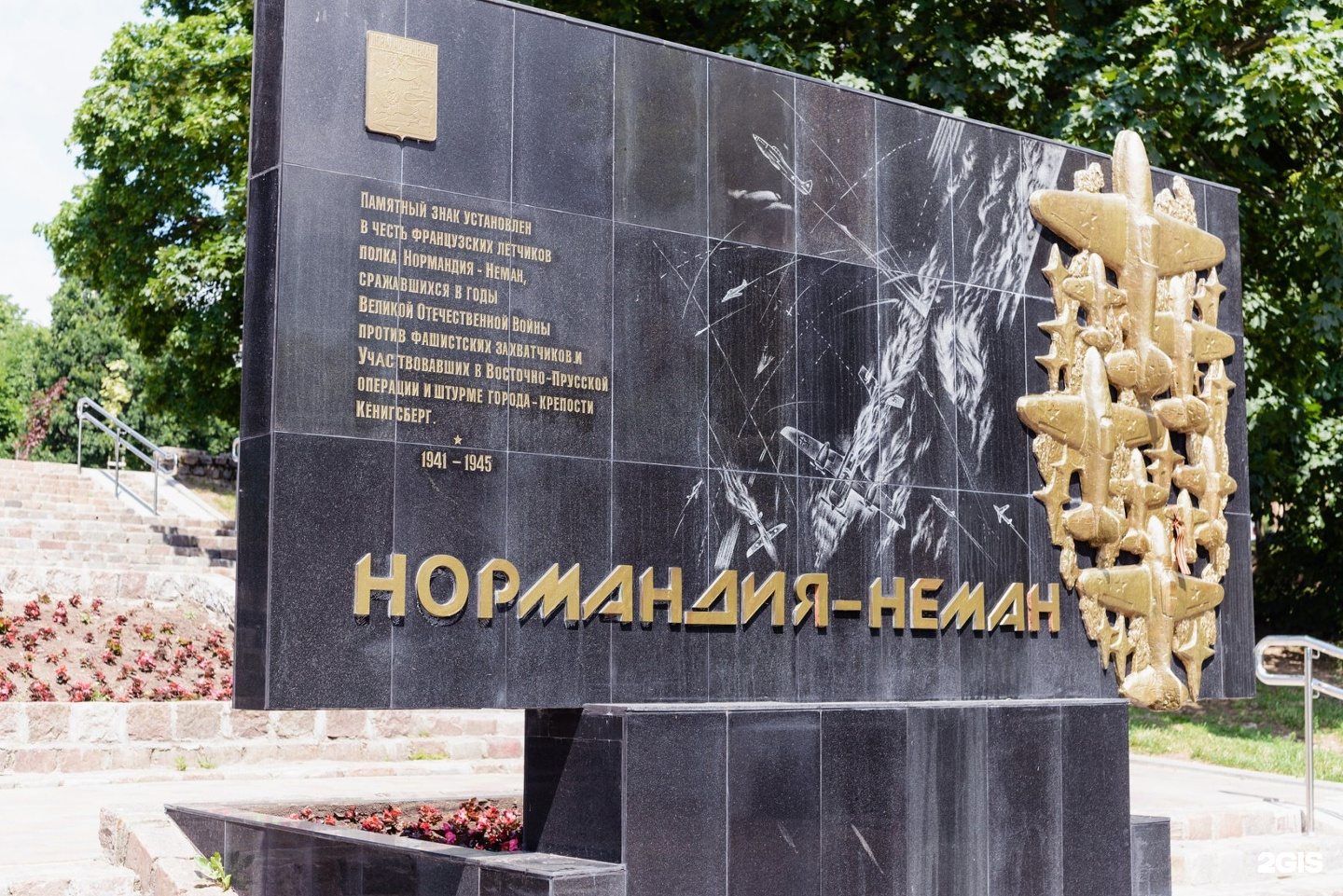

### Сражения
Полк принимал участие в Курской битве в 1943 году, Белорусской операции в 1944 году, в боях по разгрому немецких войск в Восточной Пруссии в 1945 году.
16 и 17 октября Нормандия, участвовавшая в операции «Гумбиннен» — неудачном наступлении на Восточную Пруссию, — побила рекорд, сбив 41 немецкий самолёт без потерь.
28 ноября 1944 года, за боевые заслуги и проявленное мужество во время воздушных сражений в период боёв по освобождению Литвы и при форсировании реки Неман, приказом Верховного Главнокомандующего советскими Вооружёнными Силами И. В. Сталина полку было присвоено почётное наименование «Неманский», и с тех пор он стал называться полком «Нормандия — Неман».

### Результативность соединения
За время боевых действий на советско-германском фронте Второй мировой войны лётчики полка совершили 5240 боевых вылетов, провели около 900 воздушных боёв, одержали 273 подтверждённые победы, 36 неподтверждённых, и повредили более 80 немецких самолётов. Потери за время ведения боевых действий составили 42 лётчика. Всего за время ведения боевых действий через эскадрилью прошло 96 человек боевого личного состава.

## Послевоенная история

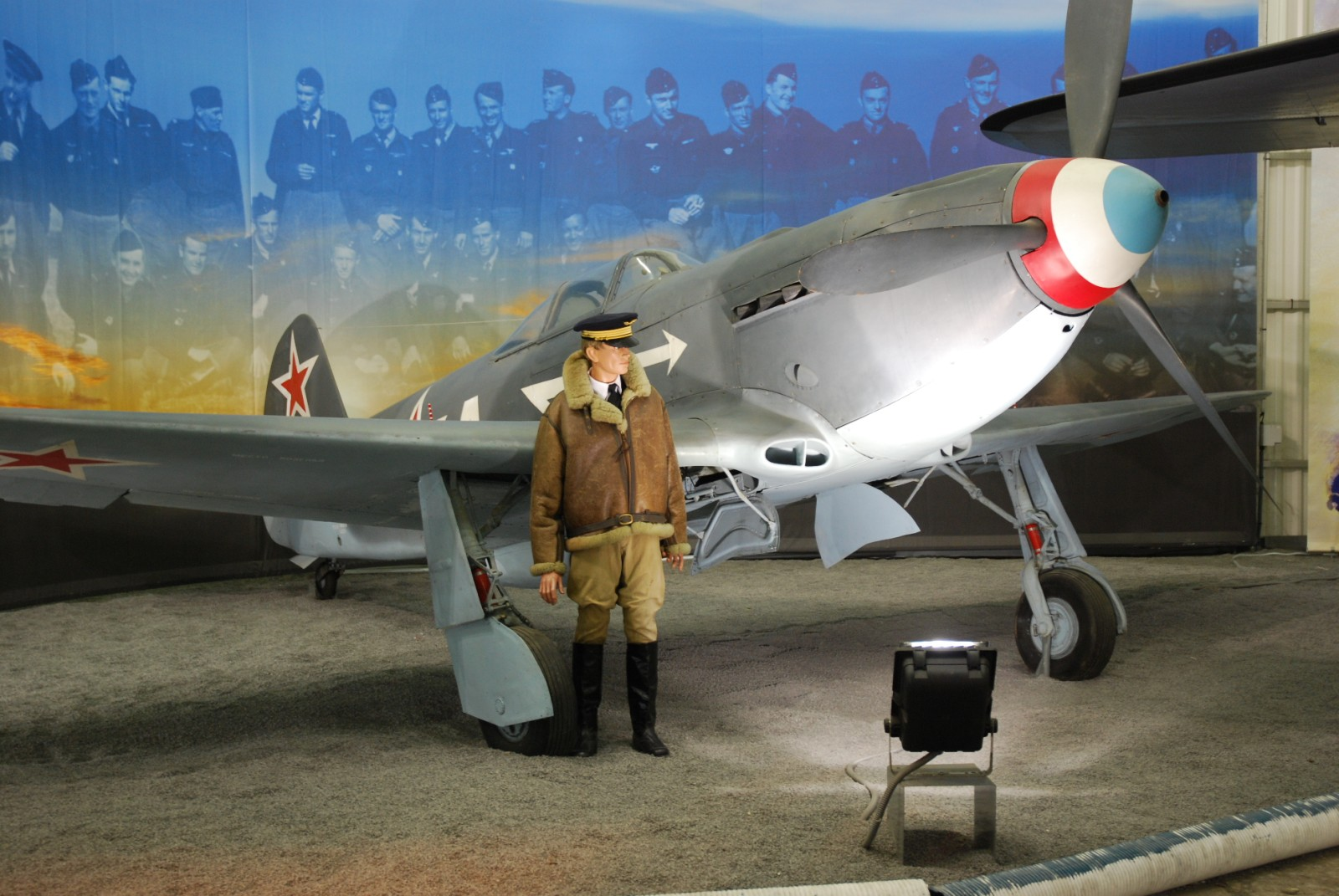
Истребитель Як-3 полка «Нормандия — Неман» в Ле-Бурже

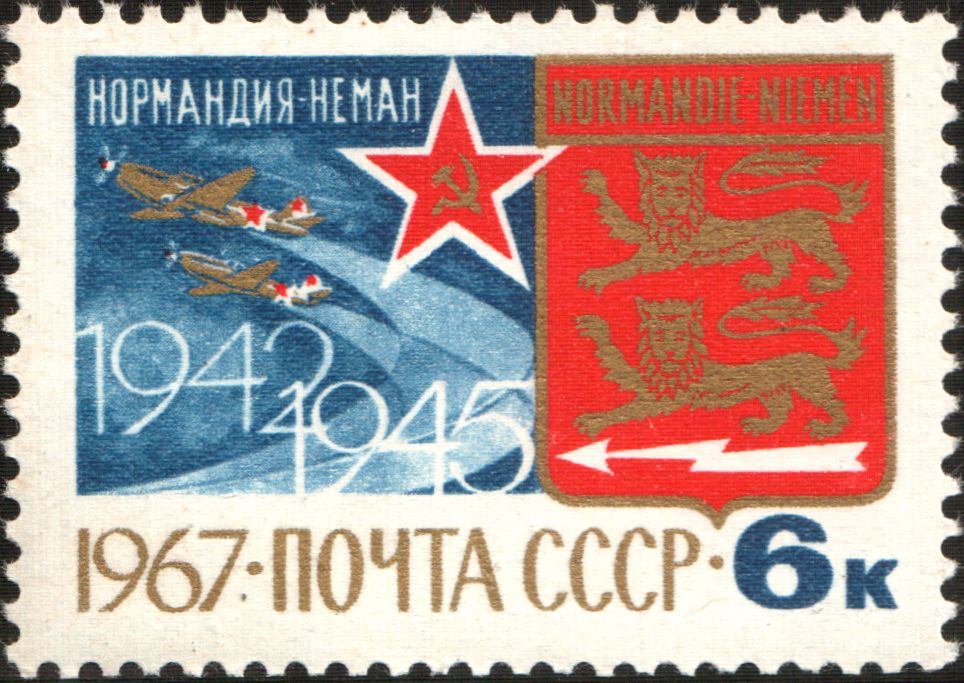
Почтовая марка СССР. 25-летие сформирования французского истребительного авиаполка «Нормандия-Неман»

После возвращения во Францию полк 3/5 «Нормандия-Неман» на истребителях Як-3 базировался на аэродроме Ле-Бурже. «Нормандия» была переформирована в авиаполк ПВО двухэскадрильного состава по 16 Як-3 в каждой и 20 сентября 1945 года включена в структуру округа противовоздушной обороны Парижа, вернувшись таким образом к боевой службе. С ноября 1945 года на вооружение полка стали поступать новые самолёты — Supermarine Spitfire, NC-900 (FW-190 французской сборки), и даже Моран-Солнье MS-500 (французская версия Fieseler Fi 156 Storch).
В январе 1946 года полк был переформирован в трёхэскадрильный и перебазирован из Ле-Бурже, который стал главным пассажирским аэропортом Парижа, на аэродром Туссю-ле-Нобль. На базе «Нормандии» была сформирована новая авиагруппа № 6, которая несла службу в французской зоне оккупации в Германии. К апрелю 1946 года лётнопригодными оставались 35 Як-3.
С января 1947 года «Нормандия-Неман» стала получать британские истребители-бомбардировщики Mosquito FB VI. В апреле того же года полк перебазировался в Марокко, на авиабазы Рабата и Сале. Лётнопригодные Як-3 были сняты с вооружения и переданы в авиационное училище в Туре, где использовались для обучения курсантов до начала 1950-х годов, а несколько самолётов использовались «Нормандией» в Марокко в качестве связных.
Осенью 1947 года полк получил на вооружение американские истребители Bell P-39 Airacobra. На них, а также на Bell P-63 Kingcobra, полученных в 1949 году, полк летал до 1951 года.
29 октября 1949 года полк был переброшен в Сайгон (Вьетнам), где в течение двух лет участвовал в Индокитайской войне. Осуществил 4 977 боевых вылетов (6 900 лётных часов). За боевые действия во Вьетнаме полк был награждён Военным крестом иностранных театров военных действий и почётным знаменем Французской республики.
В мае 1951 года полк выведен из зоны боевых действий на французские авиабазы Авор и Мон-де-Марсан, откуда направлен в Алжир, на авиабазу Оран. Принимал участие в Алжирской войне. Произвёл 1 809 боевых вылетов (3 882 лётных часа). Летал на самолётах Grumman F6F Hellcat и Republic P-47 Thunderbolt. С началом эры реактивной авиации, в декабре 1951 года полк получил на вооружение первые реактивные SE-535 Мистраль (французская версия британского De Havilland Vampire) и Gloster Meteor модификаций NF VII и XI.
В 1953 году полк разделили на две части, одна из которых получила обозначение 2/6 эскадрилья «Нормандия-Неман» (то есть 2-я эскадрилья 6-го авиакрыла). После расформирования 6-го авиакрыла «Нормандию-Неман» включили в состав 30-го истребительного полка, и теперь она обозначалась 2/30 «Нормандия-Неман».
Эскадрилья вернулась во Францию, на авиабазу Оранж 13 марта 1962 года, а в июне 1966 года перебазирована на авиабазу BA112 в Реймсе, где и дислоцировалась следующие почти 30 лет. На вооружение части состояли истребители SO-4050 Sud Aviation Vautour II, а позднее Dassault Mirage F1 модификаций F1C и F1CT. Эскадрилья неоднократно принимала участие в многонациональных учениях ОВС НАТО, привлекалась к участию в военных операциях, в частности следующих:
- 1994 год — операция «Бирюза» Вооружённых сил Франции по поддержанию мира в Руанде;
- 1994 год — операция НАТО в Боснии и Герцеговине по контролю зон, запрещённых для полётов;
- 1999 год — операция НАТО «Союзная сила» в Союзной республике Югославия;
- 2002 год — операция «Ликорн» Вооружённых сил Франции по поддержанию мира в Кот-д’Ивуаре;
- 2006 — операция «Епервье» Вооружённых сил Франции в Чаде, участие в миссии EUFOR Tchad/RCA (Чад, Судан, ЦАР);
- 2013 — операция «Сервал» в Мали[11].

1 июля 1995 года эскадрилья была снова переименована в 2/30 «Нормандия-Неман». Базировалась на базе ВА132 Кольмар-Меенайм (с 1993 года). С июля 2009 года — переведена в спящий режим (фр. mis en sommeil). Часть самолётов и пилотов включены в состав базы «Командант Марен ла Меле» (Реймс, Шампань). Туда же передали боевое знамя «Нормандии-Неман».
Военнослужащие полка «Нормандия-Неман» прошли по Красной площади в Москве в парадном строю Парада Победы 2010 года.
В 2011 году было принято решение о возрождении полка «Нормандия-Неман». Восстановленный Régiment de chasse RC 2/30 Normandie-Niemen, имеющий уникальный для современных французских ВВС статус истребительного полка, фактически является строевой эскадрильей. RC 2/30 стала третьей строевой эскадрильей ВВС Франции на истребителях Rafale после эскадрилий ЕС 1/7 «Прованс» (сформирована в июле 2006 года на авиабазе Сен-Дизье) и ЕС 1/91 «Гасконь»(сформирована в марте 2009 также на Сен-Дизье). Первый Rafale F3 в цветах «Нормандии» приземлился на авиабазу ВА118 Мон-де-Марсан 25 августа 2011 года. С 1 сентября того же года «Нормандия-Неман» в составе трёх эскадрилий SPA91, SPA93 і SPA97 (эскадрильи «Нормандии» фактически соответствуют авиазвеньям) введён в состав дежурных сил.
14 сентября 2012 года авиаполк «Нормандия-Неман» официально отметил своё 70-летие.

### 18-й гвардейский истребительный авиационный полк «Нормандия—Неман»
В честь 50-летия победы в Великой Отечественной войне в 1995 году 18-му гвардейскому Витебскому дважды Краснознамённому ордена Суворова третьей степени штурмовому авиационному полку присвоено почётное наименование «Нормандия-Неман». Полк дислоцировался в Приморском крае на аэродроме Галёнки.
18-й гвардейский истребительный полк (до 7 марта 1943 года — 6-й истребительный) был сформирован на Дальнем Востоке в 1938 году. С 20 июля 1941 года участвовал в боях против немецких войск. После того, как на базе «Нормандии» сформировали авиаполк, 18-й гвардейский авиаполк и полк французских лётчиков вместе входили в состав 303-й истребительной авиадивизии.

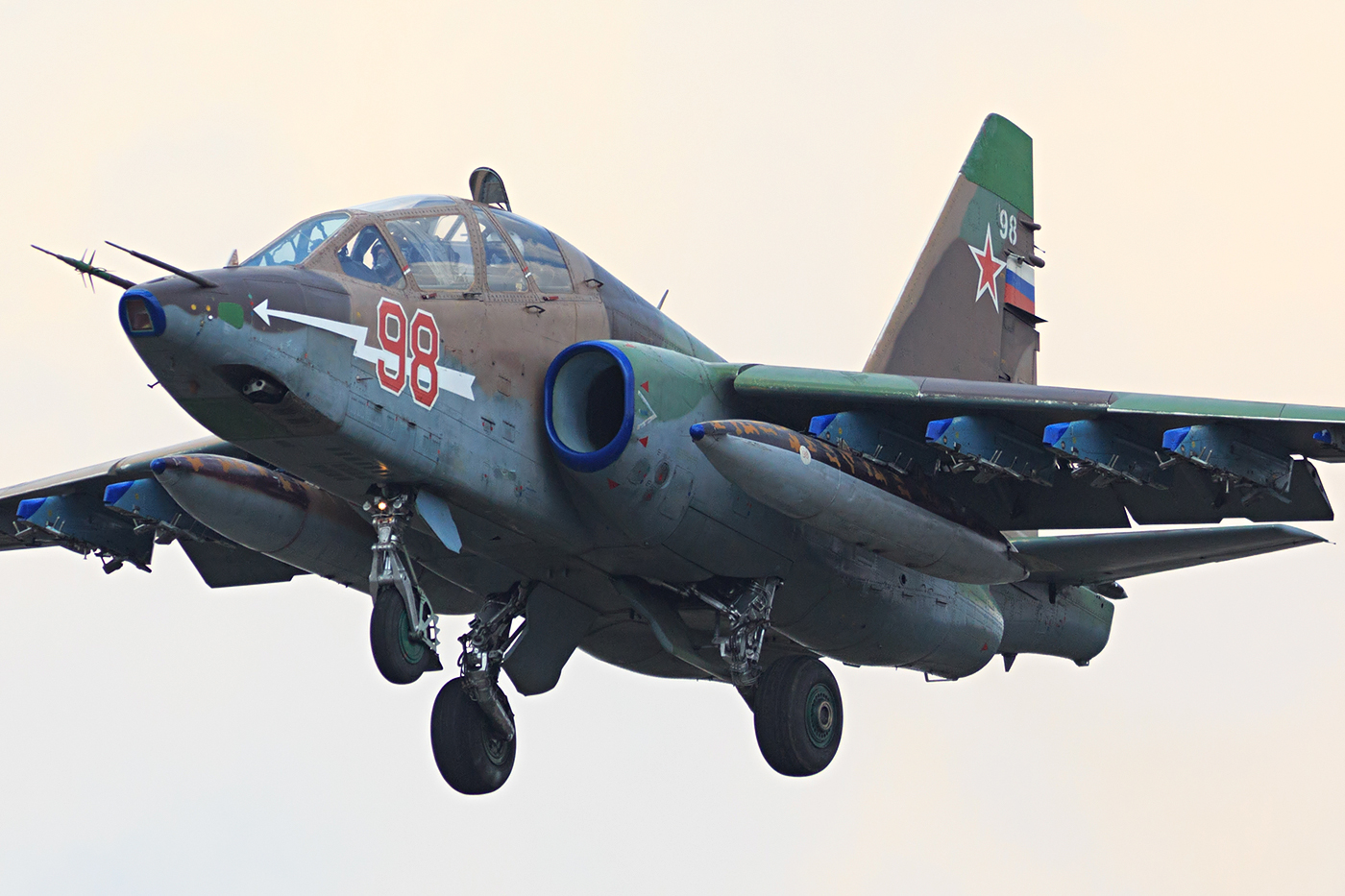
СУ-25УБ с характерной молнией — символом «Нормандии-Неман»

В течение Великой Отечественной войны 18-й гв. иап выполнил 12 638 боевых вылетов и уничтожил 427 самолётов противника. После окончания Великой Отечественной войны полк принял участие в Корейской войне.
18 сентября 1992 года в Реймсе проходило празднование 50-летия авиаэскадрильи 2/30 «Нормандия-Неман», на которое были приглашены ветераны «Нормандии» из стран, входивших в состав СССР. В праздновании приняли участие министр обороны и командующий ВВС РФ, а также пилотажная группа «Русские Витязи». После возвращения в Москву, Павел Грачёв предложил в честь российско-французской дружбы присвоить имя «Нормандия-Неман» полку, на базе которого проходило формирование эскадрильи. В ответ в 2006 году правительство Франции «за мужество и героизм, проявленные в годы Второй мировой войны, сохранение традиций и бережное отношение к памяти фронтовой дружбы» наградило 18-й гв. шап государственной наградой Франции — крестом ордена Почётного легиона.
В список личного состава 1-й эскадрильи 18-го гвардейского авиаполка навечно занесён гражданин Франции, лётчик эскадрильи «Нормандия-Неман», Герой Советского Союза Марсель Лефевр.
18-й гвардейский Витебский дважды Краснознамённый ордена Суворова второй степени и Почётного легиона штурмовой авиационный полк «Нормандия-Неман» расформирован 19 ноября 2009 года.
1 декабря 2013 года полк заново сформирован на аэродроме Черниговка.

## Награды
Указом Президиума Верховного Совета СССР «О награждении орденами офицерского состава воинской части Сражающейся Франции „Нормандия“» от 4 февраля 1944 года за «образцовое выполнение боевых заданий командования на фронте борьбы с немецкими захватчиками и проявленные при этом отвагу и геройство» несколько офицеров были награждены орденами Красного Знамени, Отечественной войны I и II степени.
19 февраля и 5 июня 1945 года, за образцовое выполнение боевых заданий полк награждён орденами Красного Знамени и Александра Невского соответственно. Девяносто шесть французских лётчиков, проходивших службу в полку, награждены советскими боевыми наградами. Лейтенанты Марсель Альбер, Ролан де ла Пуап, Жак Андрэ и (посмертно) командир третьей эскадрильи «Шербур» старший лейтенант Марсель Лефевр удостоены звания Героя Советского Союза.
За время войны потери личного состава полка составили 42 человека. В 1956 году в Москве установлен мемориал с именами всех погибших лётчиков, а в 1964 году на Введенском кладбище на могиле французского лётчика, останки которого были найдены в Орловской области, был установлен памятник Неизвестному лётчику полка «Нормандия — Неман».
Французское правительство наградило полк орденом Почётного легиона, орденом Освобождения, Военной медалью, Военным крестом 1939—1945 (6 пальмовых ветвей) и Военным крестом иностранных театров военных действий (2 пальмовых ветви).

## Отличившиеся воины
- Ролан Польз д’Ивуа де ла Пуап (фр. Roland Paulze d'Ivoy de la Poype), старший лейтенант, командир звена 1-го истребительного авиационного полка Сражающейся Франции Указом Президиума Верховного Совета СССР от 27 ноября 1944 года удостоен звания Герой Советского Союза.
- Марсель Оливье Альбер (фр. Marcel Olivier Albert), старший лейтенант, командир эскадрильи 1-го истребительного авиационного полка Сражающейся Франции Указом Президиума Верховного Совета СССР от 27 ноября 1944 года удостоен звания Герой Советского Союза.
- Жак Андрэ (фр. Jacques Andre), младший лейтенант, командир звена 1-го истребительного авиационного полка Сражающейся Франции 4 июня 1945 года удостоен звания Герой Советского Союза. Золотая Звезда № 6656.
- Марсель Лефевр (фр. Marcel Lefevre), старший лейтенант, командир эскадрильи 1-го истребительного авиационного полка Сражающейся Франции Указом Президиума Верховного Совета СССР от 4 июня 1945 года удостоен звания Герой Советского Союза (посмертно).
- Огурцов, Валентин Иванович (1926—2021), сержант, моторист авиационный полка, кавалер ордена Почётного легиона Франции[21].
- Морис де Сейн (фр. Maurice de Seynes), капитан, лётчик-истребитель 1-го истребительного авиационного полка Сражающейся Франции, погиб в авиакатастрофе 15 июля 1944 года, спасая своего советского товарища, механика самолёта Владимира Белозуба.

## Память

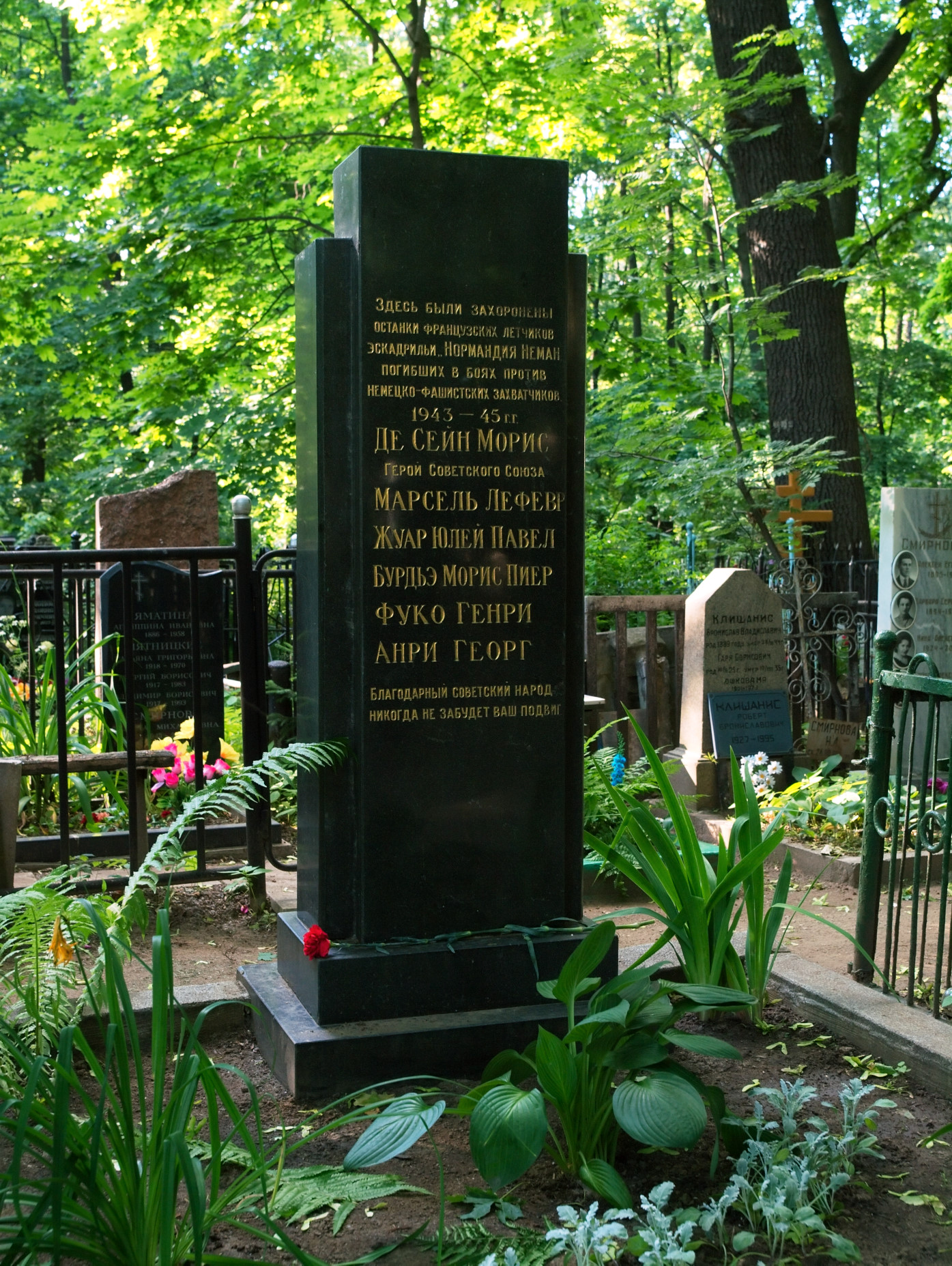
Кенотаф погибшим лётчикам эскадрильи «Нормандия — Неман» на Введенском кладбище в Москве.

- В XIII округе Парижа 2 мая 1990 года появилась площадь эскадрильи «Нормандия — Неман»[фр.].
- В Музее Авиации и Космонавтики в Ле-Бурже около Парижа имеется отдельный Павильон "Нормандия-Неман", являющийся официальным французским музеем полка[22].
- В 1960 году был снят советско-французский фильм «Нормандия — Неман»[23].
- 10 октября 2007 года в Москве, в Краснокурсантском сквере, президентами Франции и России открыт памятник лётчикам «Нормандии-Неман». Скульптор Ковальчук А. Н.[24]
- Памятник лётчикам установлен в месте последних боёв полка во время Второй мировой войны — в Калининграде[25].
- Установлен памятник в Полотняном Заводе в Калужской области[26].
- В городе Орле в честь этого авиаполка названа улица, на которой находится военно-исторический музей.
- В городе Иваново в честь авиаполка названа улица, ведущая к Северному аэродрому, где полк был сформирован и некоторое время базировался.
- В городе Иваново в сквере школы № 56 на улице Лежневской 8 августа 2015 года установлен памятник «Летчикам и техникам легендарного авиационного полка „Нормандия-Неман“»[27].
- Улицы имени полка (эскадрильи) «Нормандия — Неман» есть в Туле, Смоленске, Борисове, Нур-Султане.
- У деревни Хотенка, близ Козельска, находится памятник советско-французскому боевому братству в роще, в которой маскировались наши самолёты и находились землянки, в которых жил личный состав подразделений, в том числе и командир «Нормандии-Неман» Ж. Л. Тюлян. На памятнике есть табличка с надписью «Здесь родилась боевая дружба советских и французских лётчиков в борьбе с фашизмом». В домах деревни Хатенки квартировали лётчики эскадрильи «Нормандия — Неман»[28].
- На посадочной площадке «Хатёнки» (бывший аэродром «Хатёнки», 1943 г., рядом с деревней Хотенка) находится Военно-исторический союз «Аэроклуб Нормандия-Неман» (название деревни и аэродрома несколько отличаются, видимо, в 1943 году аэродром наименовали так, как услышали название деревни).
- В Ле-Бурже стоит памятник лётчикам Нормандии-Неман[29].
- В городе Борисове Минской области в средней школе № 9 есть музей полка «Нормандия-Неман»[30].
- В городе Новосибирске в МБОУ «Гимназия № 16 „Французская“» находится первый и единственный музей авиаполка «Нормандия — Неман» за Уралом[31].
- В 2010 г. военнослужащие полка «Нормандия — Неман» прошли по Красной площади в Москве в парадном строю военного парада, посвящённого 65-й годовщине Победы в Великой Отечественной войне[32].
- 14 сентября 2012 г. на Мон-де-Марсан состоялись торжества по случаю 70-летия полка «Нормандия — Неман», в ходе которых один из истребителей, ныне состоящих на вооружении полка (Dassault Rafale серии F3) с бортовым номером 118-IX, получил окраску с большой красной звездой[32].
- 6 сентября 2017 года в Российском духовно-культурном центре (1, Quai Branly, 75007, Paris) состоялась торжественная презентация российской и французской марок, посвящённых 75 годовщине основания авиационного полка «Нормандия — Неман»[33].
- 22 июня 2016 г. дочь пилота Мориса Гидо при посредничестве ассоциации Mémoire Russe в Кремле в присутствии Президента В. В. Путина передала реликвии своего отца в дар Российской Федерации.
- В школе № 1 города Козельска действует музей эскадрильи «Нормандия — Неман».
- В советское время была написана песня «Воспоминания об эскадрилье Нормандия-Неман», исполненная Марком Бернесом.
- В школе № 2025 (Школа № 712 с 01.01.2021 вошла в состав ГБОУ «Школы № 2025») города Москва действует музей эскадрильи «Нормандия-Неман».
- В Гимназии №2 (бывшая Средняя школа №80) г.Саратова  действует музей "Нормандия-Неман"